# 1727 Mette
Az 1727 Mette (ideiglenes jelöléssel 1965 BA) egy marsközeli kisbolygó. A. David Andrews fedezte fel 1965. január 25-én, Bloemfonteinben.